# Смрт Данке Илић
Дана 26. марта 2024. године, девојчица Данка Илић (6. мај 2022 – 26. март 2024) нестала је у Бањском Пољу код Бора у источној Србији. Проглашена је мртвом истог дана од нестанка, иако тело никада није пронађено.
Десет дана након њеног нестанка, 4. априла, ухапшене су две особе осумњичене за њен нестанак, које су, наводно, признале да су је убиле. Брат једног од осумњичених је такође касније ухапшен, али је преминуо док је био у полицијском притвору, а на његовом телу су накнадно пронађени трагови полицијске тортуре, што су касније патолози и доказали те прогласили да је наступило полицијско убиство. Њихова мајка је такође преминула у току истраге. 
Апелациони суд у Нишу двапут је обарао оптужнице против осумњичених због лошег рада Полиције Србије и тужилаштва.
Након нестанка Данке Илић, Србија је први пут у историји земље употребила систем упозорења Амбер алерт.

## Нестанак
Дана 26. марта 2024. године, Данка Илић и њена мајка Ивана шетале су се Бањским Пољем у околини Бора. Око 13:45 по локалном времену Ивана је изгубила траг ћерки.
Према наводима надлежних, недуго након што се Данка одвојила од мајке, у 13.52 ју је ударио аутомобил. Она је након тога још увек била жива, али ју је тада убио један од двојице осумњичених. Двојица возача су затим наводно одвезли њено тело на депонију, али су потом тело преместили 28. марта.

## Истрага
Првим истраживањима и претресима терена у Бањском Пољу нису пронађени трагови. Након што се појавио снимак из Беча на којем се тврдило да је Данка, Интерпол се укључио у потрагу за Данком и до 1. априла за њом расписао жуту потерницу.
Поједини истражитељи сугеришу да је Данка Илић можда изведена из земље. Бечка полиција је истражила снимак на којем се тврдило да је Данка, али је закључила да он нема везе са случајем.

### Хапшење и притвор осумњичених
Јутра 4. априла, полиција је пронашла крв на комуналном возилу. Уследило је хапшење две особе повезане са аутомобилом у вези са Данкиним нестанком. Двојица осумњичених су идентификовани као Д. Д. и С. Ј., обојица стари 50 година. Председник Србије Александар Вучић саопштио је да су њих двојица признали убиство Данке Илић. Полиција је затим саопштила да ће осумњичени одвести полицију тамо где је су оставили Данкино тело. Међутим, иако су осумњичени накнадно виђени на различитим локацијама у пратњи полиције, Данкино тело је остало неоткривено.
Двојица осумњичених приведена су 5. априла државном тужиоцу у Зајечару. Саопштено је је да је Д. Д. тамо признао да је Данку Илић задавио, као и да су му отац и брат помогли да сакрије тело, док се С. Ј. бранио ћутањем. Обојици осумњичених одређен је притвор до 30 данаи суочавају се са оптужбом за тешко убиство, за које је прописана казна доживотног затвора. Виши суд у Зајечару им је 30. априла продужио притвор за још 30 дана.
С. Ј. је 4. јуна на лични захтев саслушан од стране државног тужиоца у Зајечару, а овога пута је у потпуности негирао да је починио било какво кривично дело. Слично њему, Д. Д. је на саслушању у Зајечару 11. јула, такође на лични захтев, такође негирао да је починио било какав злочин.

### Хапшење оца и брата Д. Д.
Дана 6. априла, 73-годишњи Р. Д. и 40-годишњи Да. Д., отац и брат осумњиченог Д. Д., ухапшени су због сумње да су му помогли да се реши Данкиног тела. Обојици је одређено задржавање до 48 сати.
Раде је 7. априла приведен државном тужиоцу у Зајечару, где се, како се наводи, бранио ћутањем, и одређен му је притвор од 30 дана. Пуштен је 29. маја.

#### Смрт Да. Д.
Полиција је 7. априла пријавила да је Да. Д. преминуо природном смрћу тог дана у 3.10 у полицијској станици у Бору. Међутим, 19. априла, медији су објавили да је Да. Д. умро насилном смрћу, што је откривено обдукцијом и супротно је ономе што је полиција саопштила након његове смрти. Касније је откривено да је у полицијској станици претучен на смрт, са очигледним траговима мучења на његовом телу. Мање од месец дана касније, 1. маја, Сектор унутрашње контроле извршио је увиђај у вези са смрћу Да. Д. и препоручио дисциплинске мере и суспензију за три полицијска службеника. Истрага за убиство Да. Д. и даље није напредовала.

### Каснији развој догађаја
Дана 8. маја, саопштено је да нису пронађени трагови ДНК Данке Илић ни на једном делу аутомобила који је ју је наводно ударио.
Драгијевићева мајка је 15. маја умрла природном смрћу.